# Tajiquistão
O Tajiquistão ou Tadjiquistão (em tajique: Тоҷикистон; Tojikiston; pronunciado: [tɔd͡ʒikɪsˈtɔn]), oficialmente República do Tajiquistão (Ҷумҳурии Тоҷикистон; translit.: Jumhuriyi Tojikiston) é um país montanhoso encravado na Ásia Central que faz fronteira com o Afeganistão ao sul, com o Uzbequistão ao oeste, Quirguistão ao norte, e a China ao leste. O Tajiquistão também se encontra junto ao Paquistão, mas é separado pelo estreito corredor de Wakhan. Sua capital é Duxambé, a maior cidade do país.
A maioria da população do Tajiquistão pertence ao grupo étnico tajique, que partilha sua cultura e história com o Afeganistão e falam persa (oficialmente denominado como idioma tajique ou idioma tajiquistanês). Uma vez parte do Império Samânida, o Tajiquistão tornou-se uma república constituinte da União Soviética durante o século XX, conhecida como a República Socialista Soviética Tajique (RSS Tajique). 90% do seu território é coberto por montanhas.
Após sua independência, o Tajiquistão sofreu uma devastadora guerra civil, que durou de 1992 a 1997. Desde o fim da guerra, a recém-criada estabilidade política e ajuda externa permitiu à economia do país crescer. O comércio de commodities, como o algodão e o fio de alumínio, contribuíram largamente para este aprimoramento constante. No Tajiquistão cerca de 20% da população vive com menos de US$ 1,25 por dia.

## Etimologia
Tajiquistão significa a "Terra dos Tajiques". Alguns acreditam que o nome Tajique é uma referência geográfica para a coroa (taj) da cordilheira Pamir, mas esta é uma etimologia popular. A palavra tajique foi utilizada para diferenciar os tajiques dos turcos na Ásia Central, começando no início do século X. A adição do 'que' pode ter sido feita para efeito de eufonia na frase Turk-o Tajik ("Turcos e Tajiques"), a qual nas histórias da língua persa é encontrado como uma expressão idiomática que significa "todos".
O Tajiquistão aparece frequentemente grafado como Tadjiquistão ou, em inglês, Tadzhikistan, transliterado do russo Таджикистан (em russo, o fonema /d͡ʒ/ é representado como дж, i.e., dzh ou dj.) Tadzhikistan é a grafia alternativa mais comum e é largamente utilizada na literatura inglesa, derivada de fontes russas. Tadjikistan é a grafia em francês e é frequentemente encontrada em textos de língua portuguesa.
Controvérsias cercam o termo correto utilizado para identificar pessoas do Tajiquistão. A palavra tajique tem sido o termo tradicional utilizado para descrever pessoas do Tajiquistão e aparece amplamente na literatura. Porém, a política étnica da Ásia Central, fez da palavra tajique uma palavra controversa, já que implica que o Tajiquistão é uma nação só para a etnia tajique e não para os uzbeques, russos, etc. Da mesma forma, certas pessoas da etnia tajique vivem em outros países, como a China, o Uzbequistão e o Afeganistão, tornando o termo ambíguo. Além disso, elementos da população Pamiri, que vivem na região Gorno-Badaquexão, têm, por vezes, procurado criar uma identidade étnica separada da dos tajiques.

## História
Entende-se que a história do Tajiquistão vem desde a Antiguidade, remontando a 3 000 a.C., primeiramente com os persas que fizeram da região sua colónia. Quando o poderoso Império Aquemênida caiu, após a invasão do exército macedônico de Alexandre, o Grande na Sogdiana em 327 a.C., os árabes mais tarde passaram a islamizar os habitantes daquela região, que hoje apresenta muito viva a cultura muçulmana.
Mesmo sob a influência árabe na região, os mongóis e turcos otomanos também a ocuparam. Porém, não foram presenças muito duradouras, pois logo vieram os russos e estabeleceram-se ali até ao século XIX. Após a Revolução de Outubro, a área tornou-se uma república socialista soviética. Em 1991, o Tajiquistão tornou-se independente na sequência do colapso da URSS. Depois, é tomado pela guerrilha civil, apoiada pelo governo iraniano e russo, e que só acaba em 1999, quando foram realizadas eleições pacíficas.

## Geografia
O Tajiquistão não tem nenhum contato com o mar e é a menor nação da Ásia Central em termos de área. O seu relevo é montanhoso e encontram-se no país muitas cordilheiras, incluindo o Pamir e o Tian Shan. Os rios Amu Daria e Panj marcam a fronteira com o Afeganistão.

## Demografia
O Tajiquistão tem uma população de 9 275 832 pessoas, das quais 70% têm menos de 30 anos e 35% têm entre 14 e 30 anos. O tajique é o idioma oficial do país, e se constitui num dialeto persa. Os tajiques são o principal grupo étnico, embora haja minorias consideráveis de uzbeques e russos, cujos números estão diminuindo devido à emigração. Os pamiris de Badaquexão, uma pequena população de yaghnobis e uma minoria considerável de ismaelitas são considerados pertencentes ao grupo maior de tajiques. Todos os cidadãos do Tajiquistão são chamados tajiques.
Em 1989, os russos étnicos no Tajiquistão representavam 7,6% da população, mas agora são menos de 0,5%, depois que a guerra civil estimulou a emigração russa. A população étnica alemã do Tajiquistão também diminuiu devido à emigração, tendo atingido 38 853 em 1979, quase desaparecendo desde o colapso da União Soviética.

### Cidades mais populosas

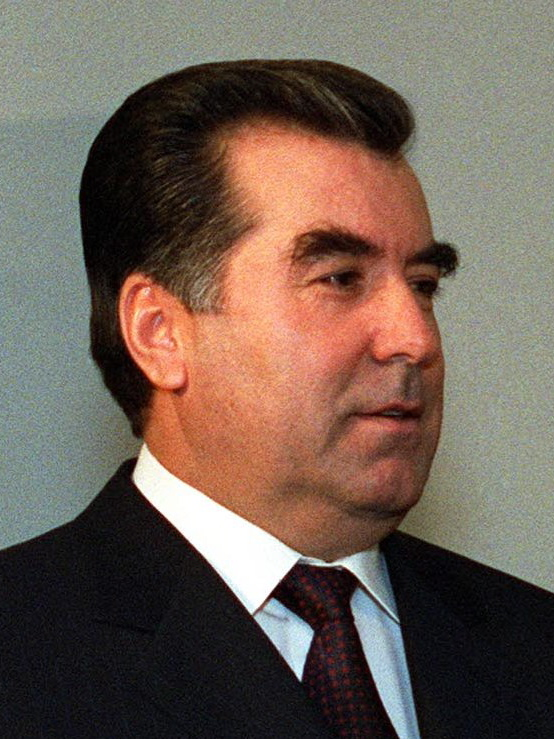
Emomali Rahmonov, atual presidente do país

## Política
Logo após a sua independência, o Tajiquistão mergulhou numa guerra civil, com várias fações, alegadamente apoiadas pela Rússia e pelo Irã, a lutar entre si. Dos mais de 400 mil russos que trabalhavam na indústria do país, apenas 25 000 não fugiram para a Rússia. Em 1997 a guerra acalmou e um governo central começou a tomar forma, tendo sido realizadas eleições pacíficas em 1999.
O Tajiquistão é uma república, com eleições para o presidente e o Parlamento. As últimas, como todas as anteriores, foram criticadas por observadores internacionais que as consideraram corruptas, tendo sido levantadas acusações por parte de partidos da oposição de que o Presidente Emomali Rahmon teria manipulado o processo eleitoral.

## Subdivisões

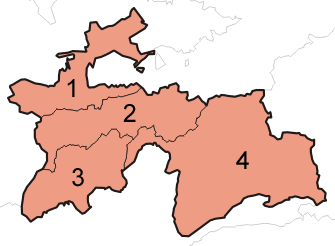
Divisões administrativas

O Tajiquistão está dividido em duas províncias, uma região autônoma, uma região diretamente administrada pelo Estado e a capital, Duxambé, que possui estatuto especial. Cada província é dividida em distritos.
1. Sughd (capital: Khujand).
2. Região de Subordinação à República (capital do país: Duxambé).
3. Khatlon (capital: Qurghonteppa).
4. Gorno-Badaquexão (capital: Khorugh).

## Economia

Principais produtos de exportação do Tajiquistão em 2019.

Tajiquistão foi o país mais pobre da Ásia Central, na sequência de uma guerra civil em 1991. Com receitas estrangeiras precariamente dependente das exportações de algodão e de alumínio, a economia é altamente vulnerável a choques externos. No ano fiscal de 2000, a assistência internacional permaneceu uma fonte essencial de apoio a programas de reabilitação que reintegraram ex-combatentes da guerra civil na economia civil, contribuindo assim para manter a paz. Também foi necessária a ajuda internacional para enfrentar o segundo ano de grave seca que resultou em um déficit contínuo de produção de alimentos. A economia do Tajiquistão cresceu substancialmente após a guerra. O PIB do Tajiquistão expandiu para uma taxa média de 9,6% durante o período de 2000-2004, segundo os dados do Banco Mundial. Isso melhorou a posição do Tajiquistão, entre outros países da Ásia Central (ou seja Turcomenistão e Uzbequistão), que se têm degradado economicamente, desde então. Em março de 2007, 57% dos cidadãos viviam abaixo da linha da pobreza.

## Transportes

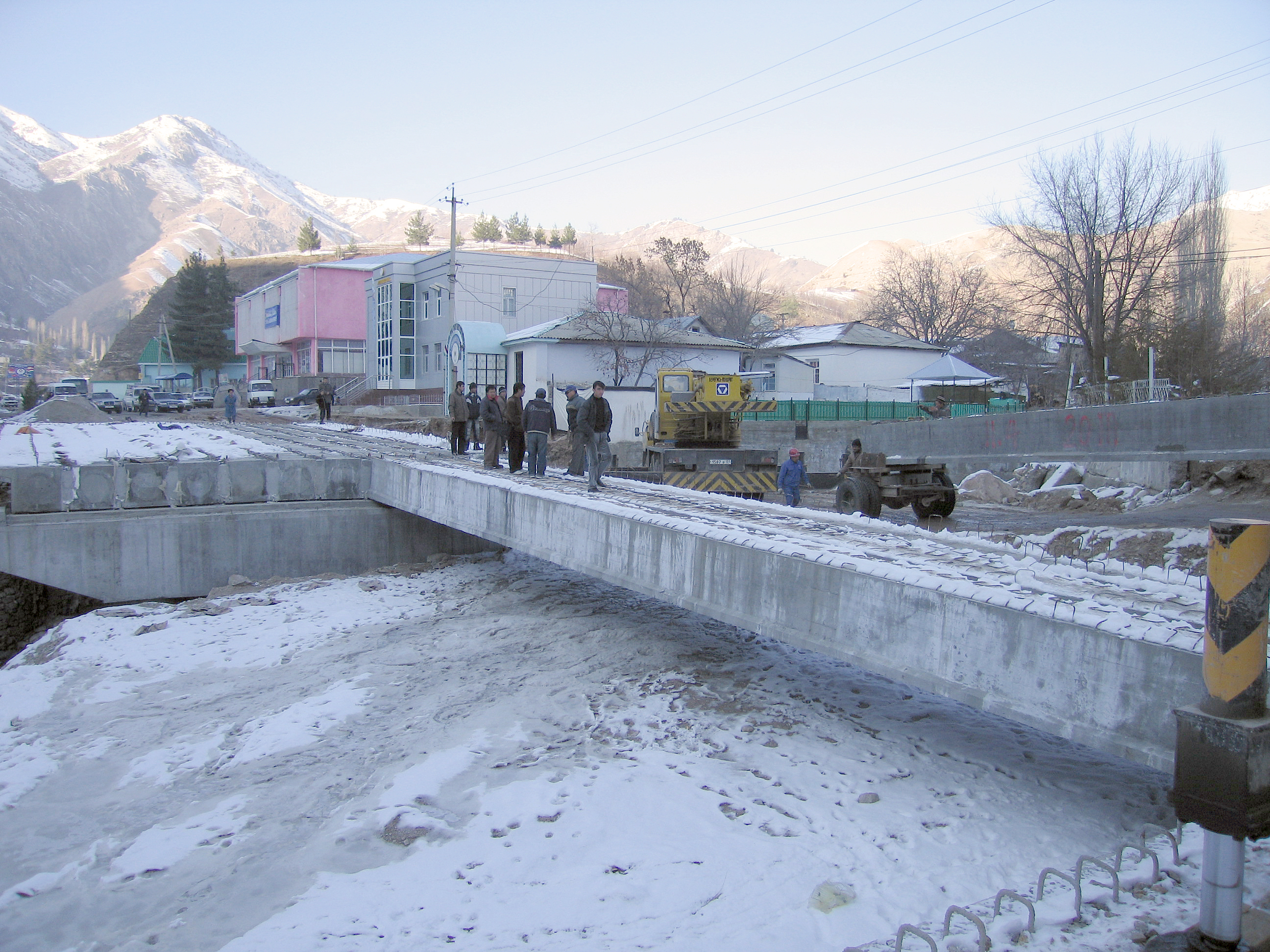
Uma ponte no Tajiquistão

Como país sem costa marítima, o Tajiquistão não tem portos e a maior parte do transporte no país é feito através de estradas, por via aérea e ferroviária. Nos últimos anos, o Tajiquistão tem buscado acordos com o Irã e o Paquistão para ganhar acesso aos portos nesses países, via Afeganistão. Em 2009, foi feito um acordo entre o Tajiquistão, Paquistão e Afeganistão para melhorar e construir um total de 1 300 quilômetros de rodovia e ferrovia, no sistema de ligação dos três países, para os portos do Paquistão. A rota proposta passaria pela Província Autônoma de Gorno-Badaquexão, na parte oriental tajiquistanesa. Em 2012, os presidentes do Tajiquistão, Afeganistão e Irã assinaram um acordo para a construção de estradas e ferrovias, bem como petróleo, gás e condutas de água para ligar os três países.
O sistema ferroviário totaliza apenas 680 quilômetros, o que coloca o Tajiquistão como o 103º país com o maior número de ferrovias. As principais vias estão na região sul e ligam a capital com as áreas industriais dos vales do Gissar e Vakhsh e com o Uzbequistão, Turcomenistão, Cazaquistão e Rússia. A maior parte do tráfego de carga internacional é transportado por trem. A recém-construída ferrovia Qurghonteppa-Kulyab liga o Distrito Kulyab com a área central do país.

## Cultura
Escritores do país lutaram para "purificar" a língua tajique, aproximando-a mais da língua persa e eliminando empréstimos árabes. A maioria dos habitantes do Tajiquistão é muçulmana. O impacto do Islã cresceu nos últimos anos e constituiu-se  importante força durante a guerra civil no país. Historicamente, muito da cultura tajique tem ligação com o passado persa e escritores persas, cientistas e poetas, tais como ibn Sina, Ferdusi, Rudaki e Omar Caiam são especialmente reverenciados. As maiores denominações religiosas cristãs são a Igreja Ortodoxa Russa e a Igreja Ortodoxa Ucraniana.

## Esportes
O futebol é um esporte popular no Tajiquistão. A equipe nacional de futebol do Tajiquistão compete nas competições da FIFA e da AFC. Os melhores clubes do Tajiquistão competem na Liga Tajique.
Quatro atletas do Tajiquistão conquistaram medalhas olímpicas para seu país desde a independência. São eles: lutador Yusup Abdusalomov (prata em Pequim 2008), judoca Rasul Boqiev (bronze em Pequim 2008), boxeador Mavzuna Chorieva (bronze em Londres 2012) e atirador de martelo Dilshod Nazarov (ouro no Rio de Janeiro 2016).
As montanhas do Tajiquistão oferecem muitas oportunidades para esportes ao ar livre, como mountain bike, esqui, snowboard, caminhadas e alpinismo. As instalações são limitadas, no entanto. Os passeios de escalada e caminhadas nas montanhas Fann e Pamir, incluindo os picos de 7 000 m da região, são organizados sazonalmente por agências alpinas locais e internacionais.
O esporte nacional do Tajiquistão é o gushtigiri, uma forma de luta tradicional. Outro esporte popular é o buzkashi, um esporte a cavalo semelhante ao polo.